# Nagórna (Koło)
Nagórna – historyczna część miasta Koła położona na północny wschód od centrum, wzdłuż ulicy Nagórnej. Do 1924 odrębna miejscowość.

## Historia
Nagórna to dawna wieś. Podobnie jak sąsiednia Blizna, graniczyła od południa z Przedmieściem Warszawskim. Miała powierzchnię ok. 1624 morgi. Corocznie płaciła czynsz miastu. W 1362 roku Jan Henryk z Warty wykupił wieś. 14 lutego 1563 roku prawo magdeburskie pozwoliło urządzać coroczny targ. 19 czerwca 1566 roku przywilej króla Zygmunta Augusta wytoczył granice wsi. W XVI wieku wieś liczyła ok. 31 mieszkańców. W 1616 roku władze miejskie wydzierżawiły wieś na 3 lata mieszczanom kolskim.
W 1808 r. z pieniędzy z podatków wsi powołano szkołę elementarną w Kole, a w 1817 roku - były tutaj folwarki – posiadały budynki gospodarcze, ale w 1818 roku zostały wydzierżawione – historia wskazuje na ścisłe związku z wsią Blizna.
Do 1924 należała do gminy Czołowo w powiecie kolskim, początkowo w guberni kaliskiej, a od 1919 w woj. łódzkim. 
1 stycznia 1925 Nagórną włączono do Koła. Po włączeniu Nagórnej w granice administracyjne miasta w 1924 roku zachowała ona swój wiejski charakter. Do dziś gospodarze posiadają swoje grunty orne przy granicy miejskiej, a także prowadzą hodowlę zwierząt gospodarczych. W styczniu 1945 roku na terenie dawnej wsi toczyły się główne walki o wyzwolenie miasta z rąk niemieckich. Zginęło wówczas 132 żołnierzy radzieckich, których pochowano na cmentarzu wojennym przy ul. Poległych.
W połowie lat 90. XX wieku rozpoczęto budowę osiedla bloków wielorodzinnych. Obecnie mieszka w nich około 2500 kolan. Osiedle to popularnie nazywane jest „kwiatowym” – od nazwy lokalnych uliczek: Tulipanowa, Konwaliowa, Narcyzowa i Różana.
1 listopada 2005 biskup włocławski Wiesław Mering erygował na osiedlu Płaszczyzna nową parafię katolicką, pod wezwaniem Świętego Bogumiła, która swoim obszarem objęła tereny dawnej wsi Nagórna.